# Nemotelus fozzeri
Nemotelus fozzeri är en tvåvingeart som beskrevs av Mason 1997. Nemotelus fozzeri ingår i släktet Nemotelus och familjen vapenflugor. Inga underarter finns listade i Catalogue of Life.